# リン化インジウム
リン化インジウム（リンかインジウム、indium(III) phosphide）、別名インジウム燐（インジウムりん）はインジウムとリンの化合物。IUPAC名はリン化インジウム(III)

## 性質
常温で安定な結晶構造は閃亜鉛鉱型構造（ジンクブレンド型構造）の化合物半導体。銀色の金属状化合物で、組成式InP。式量145.792、融点1062°C、比重4.81。半導体材料としての性質は、1.35eVのバンドギャップを持つIII-V族半導体であり、電子移動度は<0.54m2/Vs、ホール移動度は<0.02m2/Vsである。高電界下での電子移動度はシリコンやヒ化ガリウムより高い値となる。

## 特徴
リン化インジウムは単結晶基板として用いられるが、ヒ化ガリウムやリン化ガリウムに比べると大きな格子定数を有することで、この基板に格子整合する（格子定数が同じとなる）InGaAs、AlInAs、InGaAsP、AlGaInAsといった材料をエピタキシャル成長することが可能となる。こういった材料を組み合わせることで、光通信用の受発光デバイスや、超高速トランジスタ、共鳴トンネリングダイオードやそれらの集積回路の作成が可能となる。こういったデバイスにおけるインジウム燐基板の役割としては、
1. 結晶欠陥の少ない高品質な単結晶であること
2. 所望の導電型や導電率を提供できる
3. 光デバイスにおいては、目的とする赤外光に対し、透明であること

などである。エピタキシャル層をナノオーダーで制御することで低次元の量子効果、結晶歪効果、トンネル効果、量子ホール効果といった各種の興味深い物理現象を観測することも可能となる。
インジウム燐にFe、Si、S、Znといった不純物を添加することで、高抵抗(抵抗率>10MΩcm)の半絶縁性基板、n型導電性、p型導電性の低抵抗基板が一般に用いられている。
インジウム燐材料の物性を活かしたデバイスとしては、ガンダイオードと呼ばれるミリ波で発振するデバイスがある。伝導帯の二つの谷における電子移動度の違いによる発振現象を利用している。
単結晶成長には、LEC法、VCZ法、HB法、VGF法などが用いられるが、ヒ化ガリウムに比べると結晶の熱伝導率が低いため温度制御が難しく、また、積層欠陥エネルギーも小さいため、高品質な単結晶成長の育成は難しいとされている。
安全面では、インジウム燐の化合物としての健康有害性については、必ずしも明確ではないが、他のインジウム化合物において多量の粉塵を吸入したときの標的臓器への健康有害性が報告されているもあり、大量に扱う場合には適切な対応が必要な場合もある。

## 用途
基板上の形成したヘテロエピタキシャル構造を利用し、HEMTやHBT等の超高速半導体素子の基板として用いられる。通常InPより電子移動度が高いInGaAsを電子走行層として利用することが多い。近年は、Si上のCMOS、SiGe系HBTの性能が向上し、InP系デバイスは、耐圧、消費電力、動作速度、帯域の点で有利であるものの、回路設計や製造コスト上の比較劣位な点もあり、特殊な用途に限定されているようである。
光通信用途では、InGaAsPやInGaAlAsといった四元系混晶半導体材料をエピタキシャル成長することができるので、半導体レーザー、光変調器、光増幅器、光導波路、発光ダイオード、受光素子等の各種光通信用デバイスの基板として使用され、通常は格子整合する混晶組成がカバーする1.0–1.7μmの波長のデバイスに用いられる。特に光ファイバーの波長分散が最小になる1.3μm帯や伝送損失が最も少ない1.49–1.6μm帯のデバイスが多い。他の材料系に比べデバイスの信頼性が高いこと、すでに幹線系から家庭まで敷設されるようになりインフラが整備されていること、デバイス価格の低コスト化に後押しされる追い風の中で、さらにデータコム分野やデジタル家電向けへと拡大するものと期待されている。通信以外の用途では、これらの波長に対応する各種光センサーに用いられることもあるが、さらに格子整合しない1.9–2.6μm帯の受受光素子用基板にも利用され、水分センサー、分光器や輻射温度計測器などに用いられている。